# Krampusz

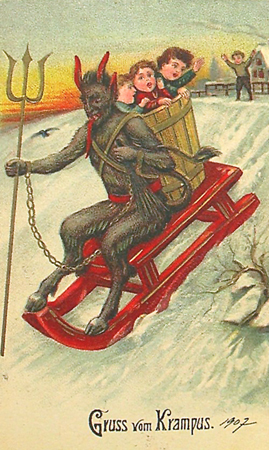
A Crampusz elviszi a rossz gyermekeket (1907)

A gonosz Krampusz a jóságos Mikulás állandó kísérője.

## Története
Ez az ördög formájú figura osztrák területről származik, neve is az ausztriai németből való. A német Krampus szó a karom jelentésű régi német Krampen szóból származik, a figurát egyes területeken Krampeln néven ismerik. A gyermekeket rémisztgető alak legjellemzőbb tulajdonsága, hogy a láncát csörgeti, virgáccsal fenyegeti a gyerekeket, a rendetleneket megbünteti. A krampusz alakja minden bizonnyal a téli napforduló pogány kori hiedelemvilág szellemeinek testetöltője, ördög formájú, patás, szőrös, szarvakkal ellátott ábrázolása pedig a keresztény gondolatkör gonosz-elképzeléseire vezethető vissza. A jóságos ajándékosztó megtestesítője mellett, aki a Mikulás, szükség volt a rosszaság és a büntetésosztó megformálására is. A keresztény néphagyomány következtében a jóságos Mikulás mellett a gonosz krampusz, az ördöggel azonosult. A krampusz mára már megszelídült, hiszen a bécsi cukrászdák kedves kis marcipán krampuszfigurákat gyártanak, és a játékboltok is szívesen árulnak vidám és mókás krampuszbábokat.

## Hagyományok
Stájerországban ősi hagyomány, hogy minden december 5-én éjjel nagy krampuszfelvonulást rendeznek. A fiatalok ilyenkor mesealakoknak, krampusznak öltöznek, álarcot öltenek, bekormozzák az arcukat, testüket és láncot csörgetve végigjárják a házakat. Mostanában december 1-jén van a legnagyobb krampuszfelvonulás Ausztriában, Schladmingban (Stájerország). Ekkor körülbelül 500 krampusz tűnik fel.
Mikulás-járás főleg a Dunántúlon, Csallóközben, Ipoly mentén szokás. A rituálé szerint szalmába burkolt Mikulás és az ördögök, a krampuszok ijesztgetik, ami aztán vidám szórakozássá alakul.

## Képek

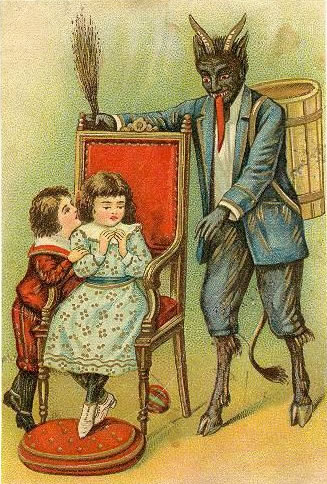
A Krampusz virgáccsal
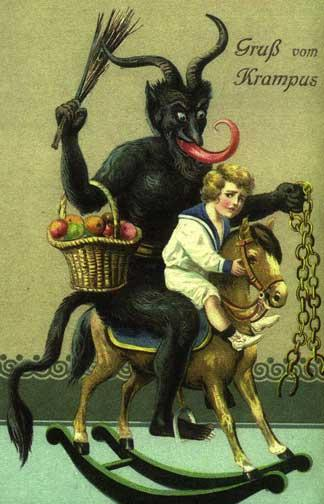
A Mikulás krampusza (19. századi illusztráció, Németország)
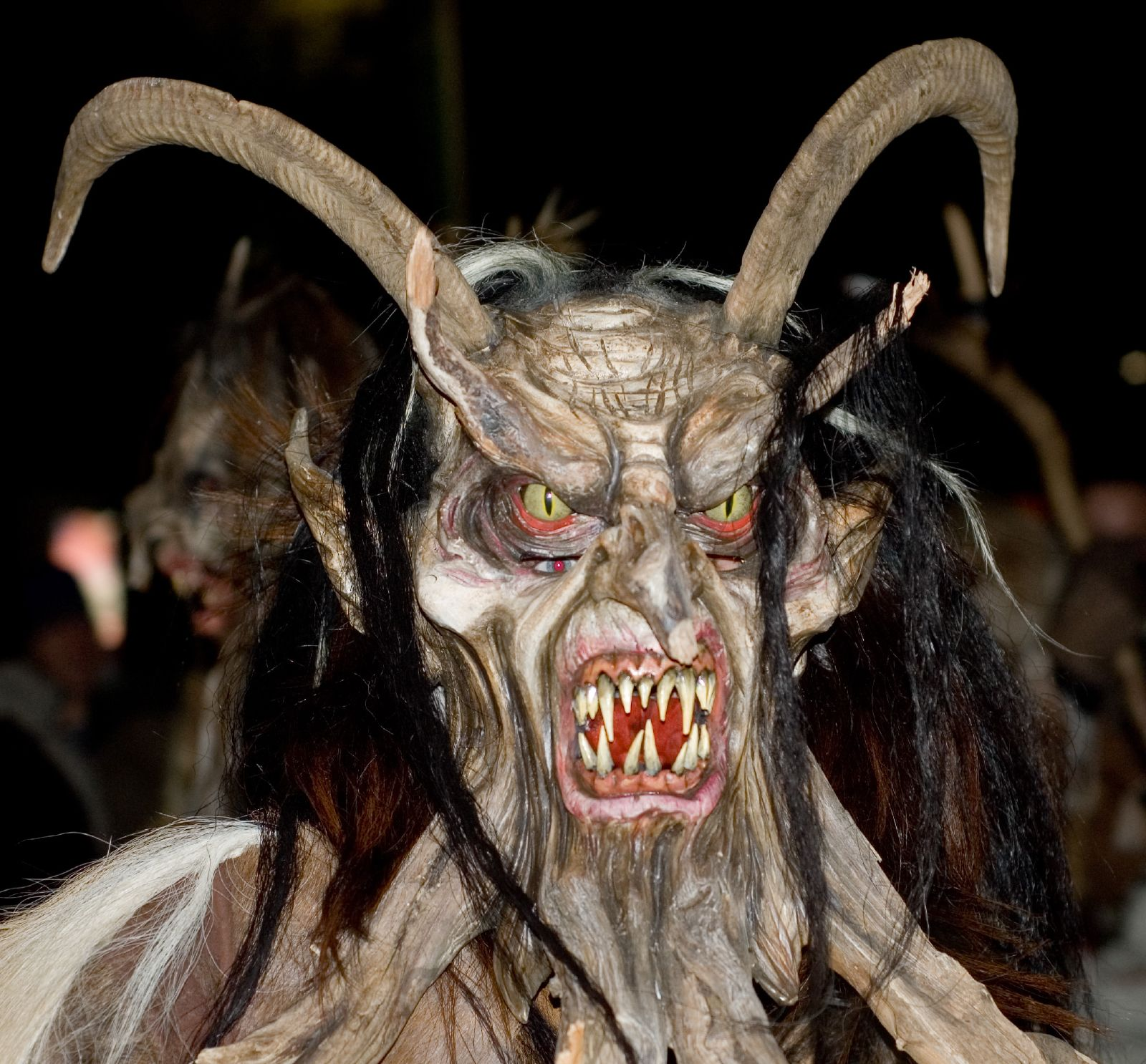
Mai krampusz egy klagenfurti folklórfesztiválon